# Papuaweih

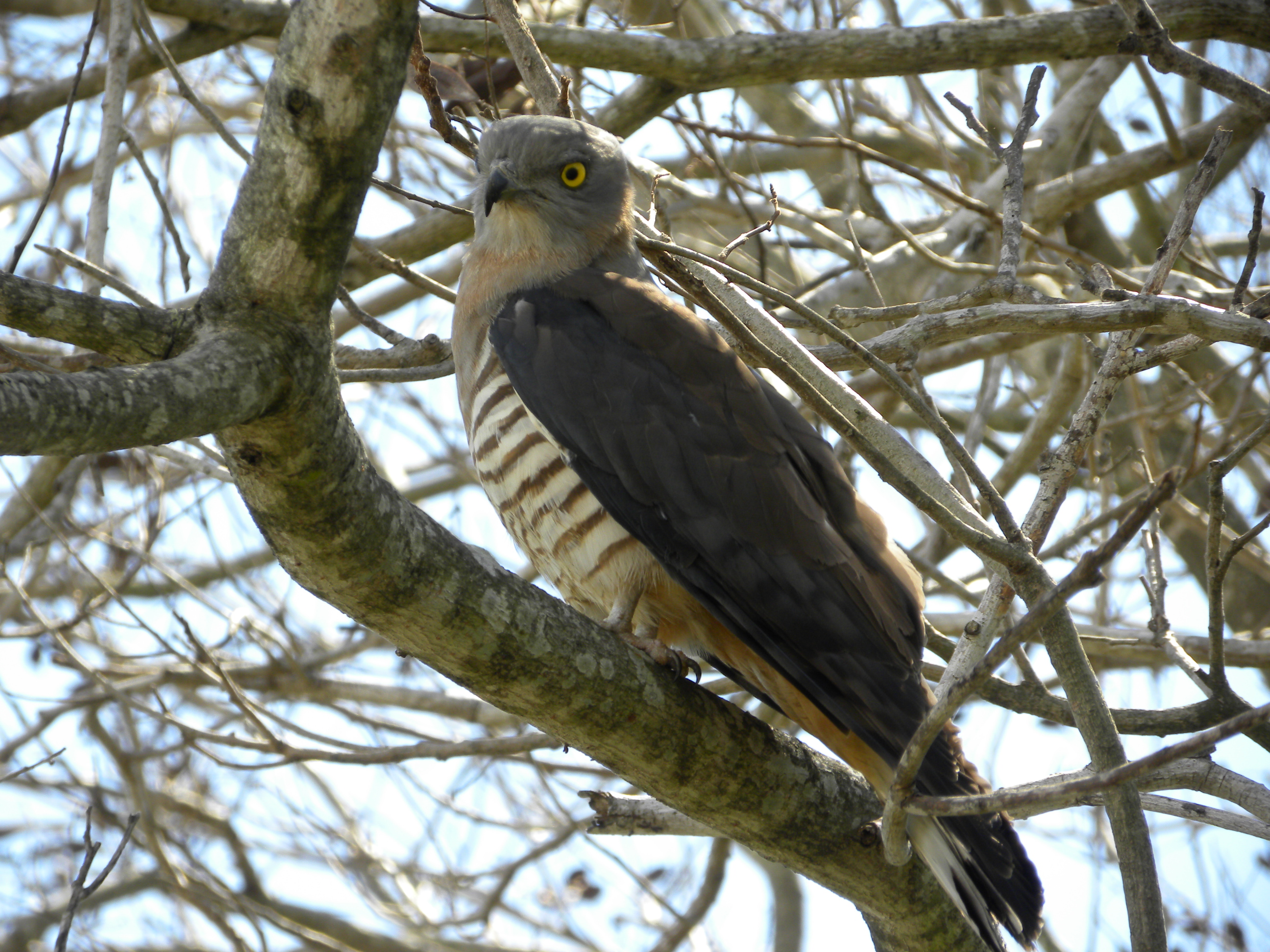
Papuaweih

Der Papuaweih (Aviceda subcristata) ist eine vergleichsweise kleine Greifvogelart aus der Unterfamilie der Wespenbussarde (Perninae), die in Neuguinea und Australien beheimatet ist. Die recht kontrastreich schwarz-weiß-kastanienbraun gemusterte Art ernährt sich vorwiegend von Großinsekten und besiedelt offene Bereiche in subtropischen und tropischen Wäldern des Hügellands. Während der Brutzeit ist er scheu und lebt einzelgängerisch oder in Paaren. Außerhalb der Brutzeit kann es zu losen Trupps von 30 bis 40 Individuen kommen.
Die IUCN stuft die Bestandssituation des Papuaweih als ungefährdet (least concern) ein. Es werden 13 Unterarten unterschieden.

## Merkmale
Der Papuaweih erreicht eine Körperlänge von 35 bis 45 Zentimeter und hat eine Spannweite von 80 bis 110 Zentimeter. Männchen wiegen durchschnittlich 300 Gramm, die Weibchen sind mit 340 Gramm etwas schwerer. Auf dem taubenähnlichen Kopf befindet sich eine lange Federhaube, die im Sitzen oft hoch aufgerichtet oder auf- und abbewegt wird, im Flug jedoch angelegt ist.

### Adulte Vögel
Adulte Papuaweihen haben einen hellgrauen Hals und Kopf. Die Federhaube ist schiefergrau bis schwarz mit einer weißen Federbasis. Der Mantel ist silbergrau und hebt sich deutlich von den dunklen Flügeldecken ab. Rücken, Bürzel und Oberschwanzdecken sowie das Schwanzgefieder sind blaugrau. Das Schwanzgefieder weist außerdem ein breites schwarzes Endband auf. Die Körperunterseite ist vom Kinn bis zur unteren Brust hellgrau, bei vielen Individuen ist jedoch der Bereich der Kehle leicht rötlichbraun überwaschen. Bei Papuaweihen kurz vor der Mauser kann das Kinn außerdem auf Grund der Abnutzung des Gefieders weißlich wirken. Der Bauch, die Flanken und die Oberschenkel sind weißlich bis cremeweiß mit einer auffallend rötlichbraunen bis schwarzbraunen Querbänderung. Die Unterschenkel, der Bürzel und die Unterschwanzdecken sind hell rötlichbraun.
Der Schnabel ist dunkelgrau bis schwarz, die Iris ist gelb und die Beine und Füße sind blaugrau bis weißlich oder hellgelb.

### Jungvögel
Bei Jungvögeln ist der Scheitel und die Federhaube noch dunkelbraun. Die weiße Federbasis ist häufig gut sichtbar und bilden am Hinterkopf einen weißen Fleck. Auffällig ist ein kurzer weißer Augenüberstreif, der bei den adulten Vögeln fehlt. Die Körperoberseite wirkt auf Grund rötlich-brauner Federsäume geschuppt. Das Schwanzgefieder weist drei dunklere Querbänder auf. Kinn und Kehle sind weißlich, die übrige Körperunterseite ist cremeweiß mit einer dichteren dunkelbraunen Querbänderung als bei den adulten Vögeln.

## Verwechslungsmöglichkeiten
Der Papuaweih ist auf Grund seiner Federhaube und seiner quergebänderten Körperunterseite eigentlich mit keiner anderen australischen Greifvogelart zu verwechseln. Er teilt diese Merkmale jedoch mit der Hauben-Fruchttaube, die allerdings größer als der Papuaweih wird. Der Bänderhabicht (Accipiter fasciatus) und der Halsringsperber (Accipiter cirrocephalus) sind auf der Körperunterseite etwas feiner quergebändert, die bei Feldbeobachtungen außerdem weniger auffällig ist.

## Verbreitung und Lebensraum

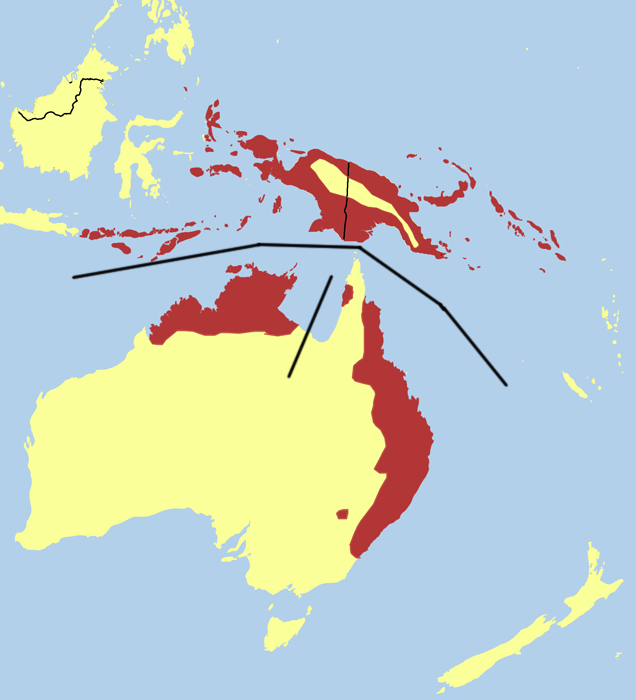
Verbreitungsgebiet des Papuaweih

Der Papuahweih ist ein Greifvogel tropischer und subtropischer Wälder auf Neuguinea sowie im Norden und Osten von Australien. Die Höhenverbreitung in Australien ist nicht bekannt. Auf Neuguinea kommt er gewöhnlich unterhalb von 1300 Höhenmetern vor. Vereinzelt wurde er jedoch auch schon in Höhenlagen von 1700 Metern gesichtet. Das Zugverhalten des Papuaweihs ist bislang nur wenig erforscht. Er ist vermutlich in großen Teilen seines Verbreitungsgebietes ein Standvogel.
Das Handbook of the Birds of the World unterscheidet folgende Unterarten:
- A. s. rufa (Schlegel, 1866) – Vorkommen auf Inseln im Norden der Molukken.
- A. s. stresemanni (Siebers, 1930) – Vorkommen ist die Buru, eine stark bewaldete indonesische Insel, die zur Inselgruppe der Molukken gehört.
- A. s. reinwardtii (Schlegel & S. Müller, 1841) – Vorkommen ist Seram, die zweitgrößte Insel im Archipel der Molukken und die vor deren Küste liegenden Inseln (Boana, Ambon und Haruku).
- A. s. timorlaoensis (A. B. Meyer, 1893) – Vorkommen auf Inseln der Floressee
- A. s. pallida (Stresemann, 1913) – Vorkommen auf Inseln im Süden der Molukken
- A. s. waigeuensis Mayr, 1940 – Vorkommen auf der Insel Waigeo vor der Küste Neuguineas.
- A. s. stenozona (G. R. Gray, 1858) – Vorkommen auf der Insel Misool vor der Küsten Westneuguineas sowie Tiefebenen im Westen und Süden Neuguineas sowie auf den Aru-Inseln.
- A. s. obscura Junge, 1956 – Vorkommen auf der Insel Blak in der Cenderawasih-Bucht.
- A. s. me gala (Stresemann, 1913) – Vorkommen in den Tiefebenen im Norden und Osten von Neuguinea. Zum Verbreitungsgebiet gehört auch die Yapen in der Cenderawasih-Bucht und die D’Entrecasteaux-Inseln in der Salomonensee.
- A. s. coultasi Mayr, 1945 – Vorkommen auf den Admiralitätsinseln nordöstlich von Neuguinea.
- A. s. bismarckii (Sharpe, 1888) – Vorkommen im Osten des Bismarck-Archipels.
- A. s. gurneyi (E. P. Ramsay, 1882) – Vorkommen auf den Salomonen-Inseln
- A. s. subcristata (Gould, 1838) – die Nominatform kommt im Norden und Osten von Australien vor.

Außerhalb der Brutzeit ist er häufig auch in Waldregionen mit Holzeinschlag sowie in Parks und Gartenanlagen von Vorstädten zu beobachten. Gelegentlich hält er sich auf dem Erdboden auf, in der Regel sitzt er jedoch in Bäumen. Auf Grund seiner Jagdweise hat er von einem partiellen Holzeinschlag in vormals dichten Wäldern profitiert. Auf Neuguinea hat er deswegen sein Verbreitungsgebiet ausdehnen können. Dort wo Wälder jedoch zugunsten von Agrarflächen gänzlich abgeholzt werden, findet er keinen geeigneten Lebensraum mehr.

## Nahrung

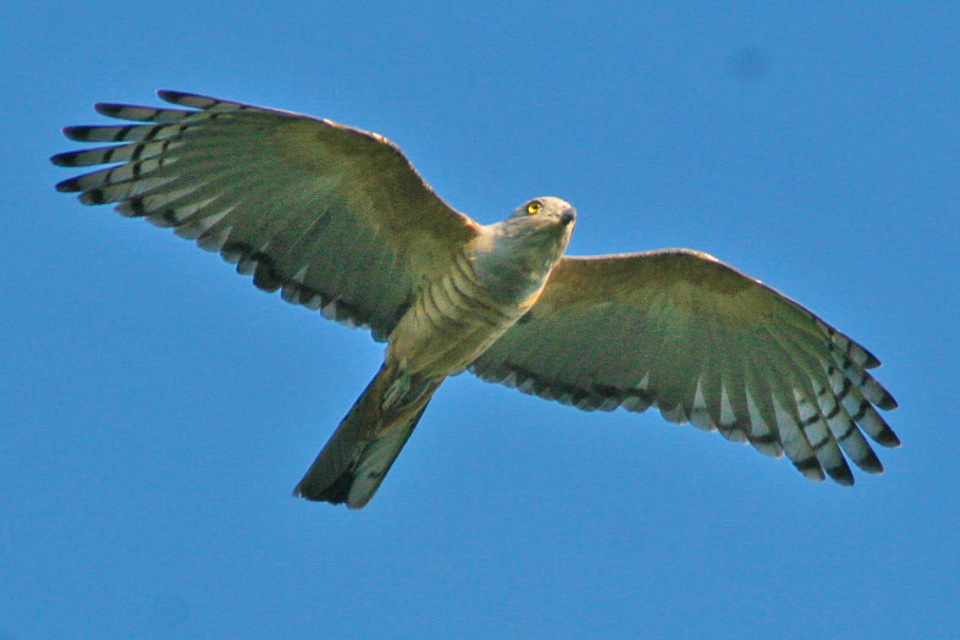
Flugbild

Der Papuaweih ist ein Allesfresser. Er deckt jedoch vor allem in der Brutzeit seinen Nahrungsbedarf überwiegend mit Gespenstschrecken. Er frisst außerdem andere Insekten und ihre Larven sowie kleine Wirbeltiere. Dazu gehören vor allem Baumfrösche, aber auch Schlangen, Eidechsen, Nestlinge und kleinere Vogelarten sowie Eidechsen und auch Früchte wie Feigen. Um an Früchte zu gelangen, hängt er mitunter kopfüber von Ästen. Eidechsen und Frösche tötet er, indem er durch den Schädel beißt.
Der Papuaweih erspäht seine Beute im Wald von gut versteckten Ansitzwarten aus. Bei seinen Fangflügen bleibt er gewöhnlich unterhalb der Baumkronen oder er unternimmt Suchflüge knapp oberhalb der Baumkronen. Dichte Wälder sind für diese Jagdtechnik wenig geeignet. Er jagt entsprechend eher an Waldrändern, an Waldlichtungen, entlang schütter mit Bäumen bestandenen Felsabhängen sowie entlang von Wasserläufen und Straßen. Es wird von ihm behauptet, dass er das Rufen der Baumfrösche imitiert, um so ein Antworten der Frösche zu initiieren und sie auf diese Weise im Blattwerk zu finden.

## Fortpflanzung
Die Brutzeit fällt in den Zeitraum von Oktober bis Februar. Im australischen Bundesstaat Queensland wurden Eier auch schon Mitte September gefunden. Die Nestlinge werden gewöhnlich im Zeitraum von Anfang November bis Mitte Februar flügge. Es gibt keinen Hinweis, dass sie in einer Brutzeit mehr als ein Gelege großziehen. Sie scheinen jedoch ein Zweitgelege zu legen, wenn das erste verloren geht.
Papuaweihen zeigen einen sehr auffälligen Balzflug. Dazu steigen sie mit kräftigen Flügelschlägen, bei denen sich die Spitzen der Flügel über dem Rücken fast berühren, sehr steil in die Luft und lassen sich dann mit V-förmig gestellten Flügeln bogenförmig wieder herab- und dann hinaufgleiten, um die Sequenz dann zu wiederholen. Der Balzflug ähnelt mit diesen Elementen ein wenig dem der Ringeltaube. Die Funktion des Balzfluges, der von lautem Rufen begleitet ist, ist es entweder, eine Paarbindung erstmals neu zu begründen oder zu erneuern. Andere Balzhandlungen sind ein gegenseitiges Gefiederbeknabbern und eine Übergabe von Nahrung durch das Männchen an das Weibchen.

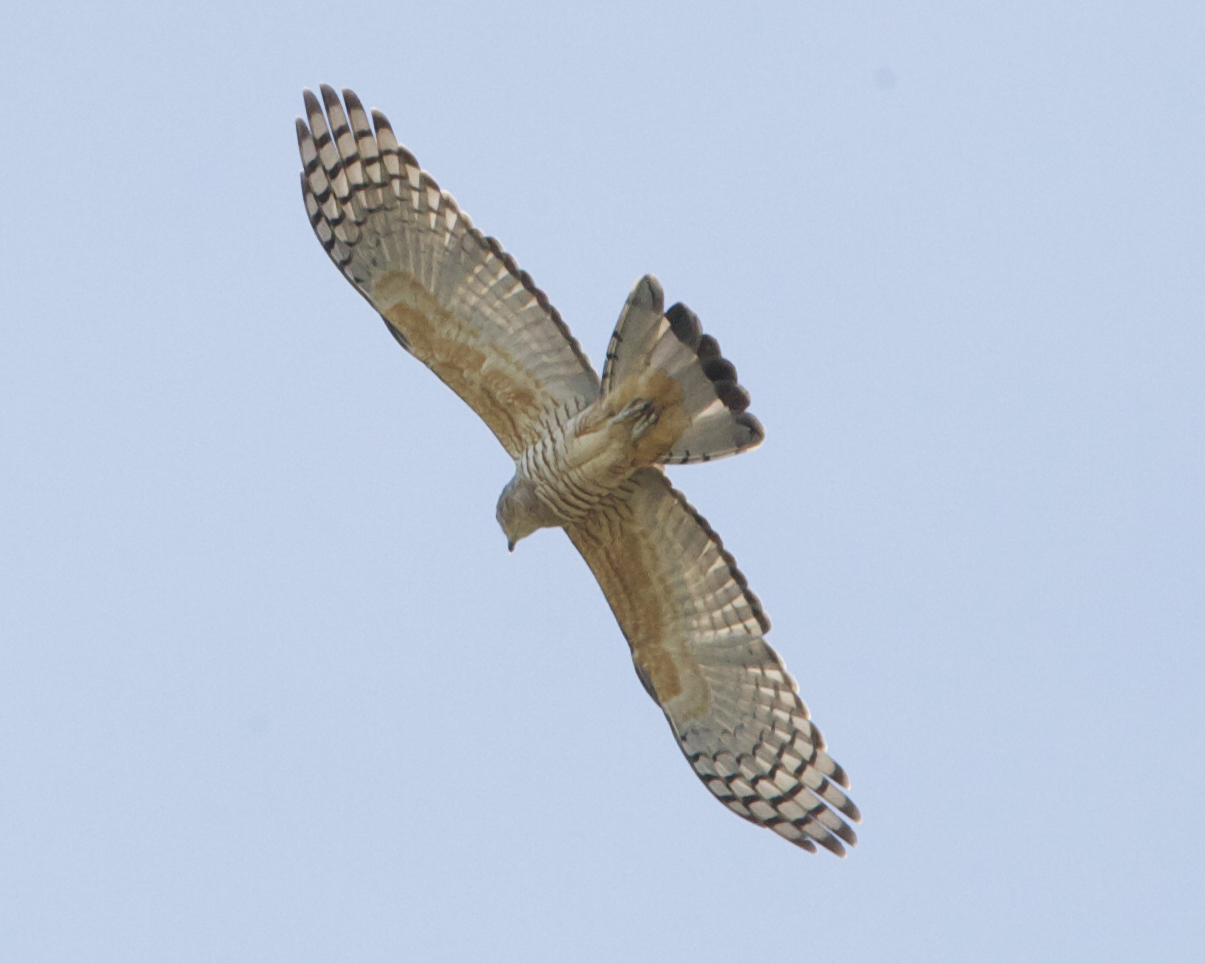
Papuaweih, Darwin

Der Papuaweih nistet gewöhnlich in Waldgebieten entlang von Fluss- oder Bachläufen. Nach jetzigem Kenntnisstand ist er monogam. Beobachtungen vor allem in Australien lassen darauf schließen, dass ein Paar ganzjährig ein Revier verteidigt. Das Nest ist napfförmig und wird aus Ästchen und kleinen Zweigen errichtet und mit frischen Eukalyptus-Blättern ausgelegt. Der äußere Durchmesser des Nestes beträgt 25 bis 40 Zentimeter, die Höhe beträgt zwischen 12 und 15 Zentimetern. Der Nestnapf ist vier bis fünf Zentimeter tief. In Ausnahmefällen sind die Nester auch deutlich größer: Es wurde ein Nest gefunden, dass einen Durchmesser von einem Meter hatte und eine Höhe von 75 Zentimetern. Am Nestbau sind beide Elternvögel beteiligt. Zweigen reißen sie von den Bäumen, in dem sie sich kopfüber und unter Flügelschlagen fallen lassen. Der abgerissene Ast wird dann zu einer Ansitzwarte in der Nähe des Nistplatzes getragen und einige der Blätter mit dem Schnabel abgerissen. Blätter, mit denen das Nestinnere ausgelegt wird, wird von den Elternvögel während der gesamten Brut- und Nestlingszeit herbeigetragen. Die Nester haben gewöhnlich nur eine Brutsaison Bestand und werden vor allem durch Wind zerstört.
Die Gelegegröße ist noch nicht abschließend untersucht, Gelege scheinen jedoch in der Regel aus zwei bis drei Eiern zu bestehen. Beide Elternvögel brüten, die Weibchen haben jedoch einen etwas größeren Anteil. In Gefangenschaft gehaltene Papuaweihen hatten eine Brutzeit von 29 Tagen, bei Papuaweihen in freier Wildbahn hat man auch schon 33 Tage beobachtet. Die Nestlinge schlüpfen asynchron, die Eierschalen werden von den Elternvögeln aus dem Nest entfernt. Die Nestlinge werden von beiden Elternvögeln gefüttert und gehudert. An heißen Tagen stehen die Elternvögel auch mit ausgebreiteten Flügeln über dem Nest, um die Nestlinge zu beschatten. Die Nestlingszeit beträgt 32 bis 35 Tage. Es gibt noch keine Daten darüber, wie lange die Jungvögel nach ihrem Ausfliegen noch von den Elternvögeln versorgt werden.

## Trivia
Sowohl brütende Weibchen des Graulaubenvogels als auch Männchen in der Nähe ihrer Laube ahmen die Rufe des Papuaweihs nach, die zu ihren Fressfeinden zählen.

## Papuaweih und Mensch
Dem Papuaweih wird auch nachgesagt, dass er Haushühnern auflauert und diese schlägt.

## Einzelbelege
1. 1 2 3   Higgins (Hrsg.): Handbook of Australian, New Zealand & Antarctic Birds. Band 2, S. 27.
2. 1 2 3  Handbook of the Birds of the World zum Papuaweih, aufgerufen am 29. April 2017.
3. 1 2   Higgins (Hrsg.): Handbook of Australian, New Zealand & Antarctic Birds. Band 2, S. 26.
4. 1 2 3   Higgins (Hrsg.): Handbook of Australian, New Zealand & Antarctic Birds. Band 2, S. 28.
5. 1 2 3   Higgins (Hrsg.): Handbook of Australian, New Zealand & Antarctic Birds. Band 2, S. 29.
6. ↑   Higgins (Hrsg.): Handbook of Australian, New Zealand & Antarctic Birds. Band 2, S. 31.
7. 1 2 3 4   Higgins (Hrsg.): Handbook of Australian, New Zealand & Antarctic Birds. Band 2, S. 32.
8. ↑   Higgins (Hrsg.): Handbook of Australian, New Zealand & Antarctic Birds. Band 2, S. 30.
9. ↑  Clifford B. Frith, Dawn. W. Frith: The Bowerbirds – Ptilonorhynchidae. Oxford University Press, Oxford 2004, ISBN 0-19-854844-3. S. 427.